# Lycium minimum
Lycium minimum är en potatisväxtart som beskrevs av C. L. Hitchcock. Lycium minimum ingår i släktet bocktörnen, och familjen potatisväxter. Inga underarter finns listade i Catalogue of Life.